# Непроцењиво
Непроцењиво је француски филм из 2006. године са Одри Тату у главној улози. То је романтична комедија, инспирисана филмом Блејка Едвардса Доручак код Тифанија из 1961.

## Радња филма
Жан је стидљив, повучен конобар, запослен у луксузном хотелу. Једне вечери импресионира Ајрен, лукаву девојку чији је животни стил провођење времена са старим богатим мушкарцима, за шта добија скупе поклоне. Мислећи да је и он милионер, Ајрен пристаје да се забаља са њим. Следећег лета на Азурној обали, понови се исти сценарио, но игром случаја, она схвати да је Жан само конобар а не милионер. Увређена и осрамоћена, она га напусти но њу одбије и њен тадашњи љубавник. Сама и без новца, Ајрен одлучи да искористити Жана, док не наиђе прикладнији мушкарац.
Филм пун турбулентних преокрета, са веселим дијалозима, смешним забунама, симпатичним глумцима завршава се у стилу класичних љубавних прича